# گرهارد کریستف فون کروگ
گرهارد کریستف فون کروگ (انگلیسی: Gerhard Christoph von Krogh; ۱۰ اکتبر ۱۷۸۵ – ۱۲ آوریل ۱۸۶۰) پرسنل نظامی اهل آلمان بود.